# Механічний янгол
«Механічний янгол» (англ. Clockwork Angel) — перша частина трилогії «Пекельні механізми» Кассандри Клер. Після смерті тітки Тесса Ґрей отримує від свого брата Натаніеля квиток до Лондона. Після прибуття її викрадають і віддають знущанням дві жорстокі сестри (місіс Блек і місіс Дарк), які працюють під іменем «Темні сестри», поки її остаточно не врятує група людей, яких називають мисливцями за тінями. Решта книги заснована на тому, як вона відкриває світ Тіней і починає жити з новими людьми, з якими вона зустрічається.
Книга стала бестселером у списку New York Times, дебютувавши під номером 1 у списку дитячих бестселерів.
У книзі також міститься багато цитат про відомі твори вікторіанської літератури, наприклад, «Як важливо бути серйозним» Оскара Вайлда, «Повість про двоє міст» Чарлза Дікенса та твори Семюела Тейлора Колріджа та Альфреда Теннісона.

## Сюжет
1878 року на запрошення свого брата Нейта, який останні кілька років працював у Лондоні після смерті їхньої тітки та прийомної матері Гарієт, Тесса Ґрей приїжджає з Нью-Йорка до Саутгемптона. Однак її викрадає пара чорнокнижниць, місіс Блек і місіс Дарк, які змушують її навчитися її раніше невідомої здатності змінювати форму через загрозу безпеці Нейта. Вони мають намір зробити її презентабельною, щоб вийти заміж за свого лорда, відомого лише як Магістр.
Шість тижнів потому Тессу рятує пара Мисливців за тінню — старший на ім'я Генрі Бренвелл і молодший Вілл Герондейл — які обезголовлюють місіс Блек і змушують місіс Дарк тікати. Генрі та Вілл забирають Тессу з собою до Лондонського інституту, яким керує дружина Генрі, Шарлотта, і в якому мешкають двоє інших Мисливців за тінню: Джема Карстерса та Джессі Лавлейса, а також троє звичайних трактирників: Софі Коллінз, Томаса Таннера та Агату. Після обстеження Мовчазного Брата Єноха Шарлотта розповідає Тессі, що вона — жителька потойбічного світу. Що саме — незрозуміло, окрім того, що вона здатна перевтілюватися в будь-кого, взявши в руки будь-яку його особисту річ.
Наступного дня Джессі вирішує взяти Тессу в магазин за одягом і розповідає під час їхньої прогулянки Гайд-парком, що вона зневажала бути мисливцем за тінями та хотіла бути справжньою леді. На них обох нападає гоблін, якого Джессі знищує своєю парасолькою. Тим часом Шарлотта дізнається від Акселя Мортмейна, колишнього боса Нейта, що він був змушений працювати на Олексія де Квінсі, главу лондонського вампірського клану і передбачувану особистість Магістра, лідера таємного клубу «Пандемоніум». Пізніше до Інституту приходить вампір на ім'я Камілла Белькур і розповідає Шарлотті, що де Квінсі влаштовує вечірку, на якій його клан полюватиме на людей, порушуючи Угоду з Конклавом. Тесса маскується під Каміллу і разом з Віллом відвідує вечірку, де зустрічає чаклуна Магнуса Бейна, коханця Камілли. Вони дізнаються, що заручником де Квінсі є Нейт, а потім сповіщають про появу Анклаву, який вбиває більшість вампірів, рятуючи де Квінсі. Анклав забирає Нейта назад до Інституту, щоб допитати про де Квінсі. Тесса допомагає Віллу прийняти ліки, і вони коротко цілуються, але не встигає Тесса почути ім'я Сесілі, яке прошепотів Вілл. Вона вражена.
Наступного вечора Тесса підслуховує палку суперечку між Джемом, Віллом і Шарлоттою, причому остання припускає, що це сталося через фіаско попередньої ночі. Тесса вривається в кімнату і висловлює Віллу все, що думає, незабаром в люті покидає Інститут і осідає біля парадних сходів. Її знаходить Джем і пропонує провести її його улюбленими нічними місцями Лондона, на що вона погоджується. На них нападають найняті Магістром автомати, які ледь не прориваються до Інституту, перш ніж їх вгамовують. Джем втрачає свідомість і пізніше у своїй кімнаті зізнається Тессі, що напад демонів, який убив його батьків і змусив переїхати до Лондона, також зробив його залежним від демонічного наркотику, який вб'є його через кілька років. Нейт одужує і повідомляє Інституту, що де Квінсі ховається в Челсі. Поки більша частина Анклаву вирушає до Челсі, щоб убити його, Тесса, Вілл, Джем, Джессі, Нейт і трактирники залишаються в Інституті. Прибуває Мортмейн і повідомляє їм, що місіс Дарк збирається виконати заклинання, щоб оживити сотні автоматів, якими володіє де Квінсі у Гайгейті. Вілл і Джем мчать туди і встигають її вбити. Однак вони занадто пізно дізнаються, що потрапили в пастку: Мортмейн і Нейт, які працюють разом, виманили більшість Мисливців за тінями з Інституту, щоб вони могли прибрати до рук Тессу, і справжньою особистістю Магістра є Мортмейн, а не де Квінсі. Джем встигає врятувати кота, призначеного для жертвоприношення.
За час відсутності Вілла і Джема Мортмейн атакує Інститут зі своїми автоматами, вбиваючи Томаса і Агату. Коли Нейт намагається відтягнути її, кулон Тесси з механчіним янгелом, який вона привезла з Нью-Йорка на згадку про покійну матір, мерехтить і відштовхує його, що дає їй змогу втекти, хоча врешті-решт Мортмейн заганяє її в куток. Він відкриває, що батько Тесси — демон, і він, у певному сенсі, є її творцем, оскільки мав контакти з її земними батьками, які зробили можливим зачаття. Мортмейн пропонує Тессі піти з ним в обмін на безпеку її друзів. Однак Тесса обманює Мортмейна, змушуючи його повірити в те, що вона накладає на себе руки, і змушує його тікати саме тоді, коли приїжджає Вілл.
Після похорону Шарлотта просить Тессу залишитися в Інституті, незважаючи на переконання останньої, що після того, що сталося, їй там не раді. Тесса намагається зблизитися з Віллом, але отримує різку відсіч, що змушує її в гніві втекти. Вона шукає розради у Джема і отримує назад свого механічного янгела. Вілл відвідує Магнуса, який чекає, коли Камілла вийде зі схованки, і просить його про допомогу.

## Обкладинка
На обкладинці зображено амулет «Механічний янгел» Вілла Герондейла та Тесси.

## Продовження
Продовження «Механічного янгела» називається «Механічний принц». Продовження вийшло в грудні 2011 року. Третя книга серії «Пекельні механізми» називається «Механічна принцеса» і вийшла у світ 19 березня 2013 року.

## Відгуки
17 жовтня 2011 року «Механічний янгел» зайняв перше місце в рейтингу «Топ-10 підлітків» YALSA за 2011 рік, випередивши такі книги, як «Переспівниця» Сюзанни Коллінз і «Кресчендо» Бекки Фіцпатрік. Клер також зняла відео з подякою фанатам, які проголосували за неї.

## Видання в Україні
Український переклад книги готується до публікації видаництвом «РМ». Переклад з англійської Ірини Кобилінської.